# Jiří Kamen
Jiří Kamen (* 28. března 1951 Kolín) je český spisovatel a rozhlasový redaktor.

## Život
Vystudoval Střední všeobecně vzdělávací školu v Kolíně a českou literaturu, divadlo a film na Filozofická fakultě Univerzity Palackého; studium zakončil roku 1976 prací o českém avantgardním umělci Emilu Arturu Longenovi, ke kterému se vrátil ve své románové prvotině. Mezitím krátce pracoval jako asistent režie v Divadle Jaroslava Průchy v Kladně.
První svoji báseň publikoval v roce 1973 v Ostravském kulturním zpravodaji. Od roku 1975 pracuje v Československém, dnes Českém rozhlase; nejprve v redakci zábavy, od roku 1989 jako šéfredaktor redakce dramatického a literárního vysílání, v letech 1992–1993 jako šéfredaktor a poté jako redaktor stanice Vltava.
Jeho kniha Báječný svět hub byla na portálu Českého literárního centra zařazena do přehledu Vrcholy české non-fiction 2007–2017.

## Dílo
- Toulavý kůň, 1982 – románový životopis Emila Artura Longena a Xeny Longenové
- Výtah do nebe, 1983 – básnická sbírka
- Zlatý Petr, 1984 – próza
- Štěstí pod míru, 1986 – básnická sbírka
- Dědeček na střeše, 1988 – povídky
- Ten druhý jsem já, 1995 – román
- Za všechno může kocour, 1996 – román
- Hugo, 2004 – román (životopis Huga Sonnenscheina)
- Kinžál, 2011 – román
- Češi patří k Vídni, 2015 – neobvyklý průvodce mapující stopy českých umělců a intelektuálů ve Vídni[2]
- Malá země s velkými příběhy – literární průvodce po krajích helvétského kříže
- Elvis ze Záluží, 2018

### Rozhlasové hry
- Láska vše zachrání (1986); účinkovali Marek Eben, Jana Synková, Jan Přeučil, Adolf Kohuth, Blanka Blahníková, Jiří Hálek, Jiří Sovák, Libuše Havelková, Jiří Lábus, Jiří Němeček, Petr Popelka; dramaturgie Marie Říhová; hudba Miroslav Kořínek; režie Jan Schmid.[3]
- Slyšel jsem anděla: Nepravděpodobná groteska z politické současnosti (2013); účinkovali Miloslav Mejzlík, Zdeněk Mucha, Jana Kubátová, Petr Jančařík, Jan Přeučil, Bronislav Kotiš a další; scénická hudba Jiří Žižka; dramaturgie a režie Miroslav Buriánek.[4]
- Deštník, únos a Petrolejový princ (2016); dramaturgie Martin Velíšek; hudba Jiří Žižka; režie Miroslav Buriánek.[5]